# HMS Pakenham (G06)
Pour les autres navires du même nom, voir HMS Pakenham.
Le HMS Pakenham (G06) est un destroyer de classe P en service dans la Royal Navy pendant la Seconde Guerre mondiale.
Le Pakenham est mis sur cale aux chantiers navals Hawthorn Leslie and Company dans la Tyne le 6 février 1940, il est lancé le 28 janvier 1941 et mis en service le 4 février 1942.

## Historique

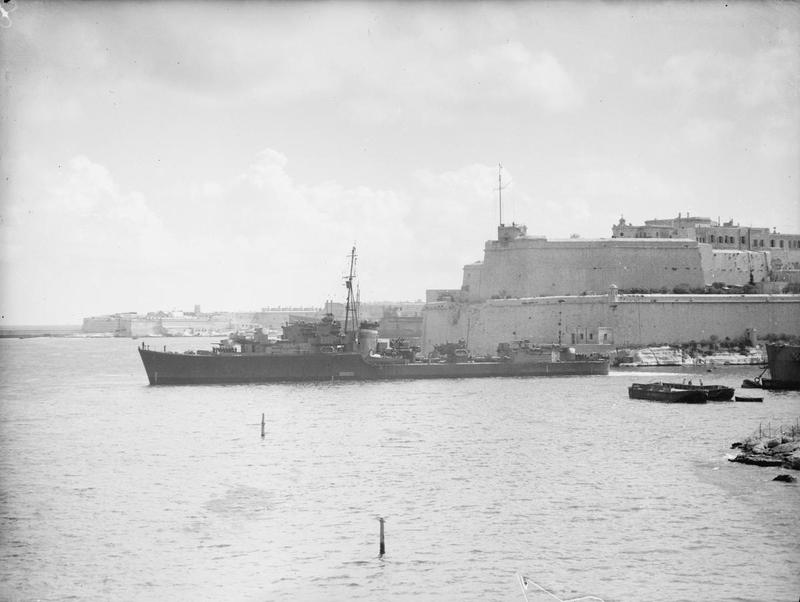
Le HMS Pakenham à Malte, patrouillant contre les navires de ravitaillement de l'Axe en direction de la Tunisie.

Sous le commandement du capitaine Eric Barry Kenyon Stevens, le Pakenham rejoint l'océan Indien en avril 1942 pour participer à l'opération Ironclad, un débarquement amphibie pour capturer le port de Diego Suarez, au début de l'invasion britannique de la colonie française de Madagascar, alors sous l'autorité du gouvernement de Vichy.
Transféré ensuite à la Mediterranean Fleet et basé à Alexandrie, le destroyer participe à l'opération avortée « Vigorous » visant à livrer un convoi de ravitaillement à Malte alors assiégé. En août, il prend part à une opération de diversion au cours de l'opération Pedestal, qui réussit à acheminer plusieurs navires de ravitaillement vers Malte malgré de lourdes pertes.
Dans la nuit du 30 octobre 1942, le HMS Petard, qui protège un convoi, découvre le sous-marin allemand U-559 et le pousse à faire surface au large de la côte égyptienne. Les grenades anti-sous-marines des destroyers Pakenham, Hurworth et Dulverton soutiennent cet effort. L'équipage allemand doit abandonner le navire, quatre membres sont morts dans les explosions ou noyés.
En novembre et décembre, il participe à deux opérations de convoyage réussis vers Malte (opération Stone Age et opération Portcullis).
En janvier 1943, en compagnie du Hursley, le Pakenham coule le sous-marin italien Narvalo le 14; le navire auxiliaire Tanaro le 16; et en compagnie du Nubian et du destroyer grec Vasilissa Olga, le Pakenham coule le navire de transport italien Stromboli le 18 janvier.

### Perte
Sous les ordres du commandant Basil Jones, les Pakenham et Paladin engagèrent dans la nuit du 16 avril les torpilleurs italiens Cigno et Cassiopea, escortant un convoi composé du navire de transport Belluno et du torpilleur Tifone, transportant du carburant d'aviation pour Bizerte. Afin d'éviter tout contact, les navires Belluno et Tifone changèrent de cap pendant que l'escorte avancée fit face aux destroyers britanniques. Au cours de l'action qui s'ensuivit, le Cigno fut neutralisé par des coups de feu, puis torpillé et coulé tandis que le Cassiopea fut gravement endommagé. Le Pakenham fut touché par des tirs d'obus à six reprises, tuant dix membres d'équipage et neutralisant ses moteurs et une chaudière ; le Paladin tenta alors de le remorquer jusqu'à Malte. Mais au matin, en raison de la menace d'attaques aériennes ennemies, le Paladin embarqua son équipage et le saborda avec une torpille au sud-ouest de la Sicile, à la position 37° 26′ N, 12° 30′ E.